# Pulveroboletus bembae
Pulveroboletus bembae es una especie de hongo de la familia Boletaceae que se describió por primera vez en 2009. Sólo se conoce en la selva tropical del norte de Gabón, una región conocida por su gran diversidad de especies. Como todos los boletes, P. bembae tiene cuerpos fructíferos carnosos que forman esporas en tubos perpendiculares al suelo en la parte inferior del sombrero. Estos tubos amarillentos forman una superficie de poros, cada uno de unos 1-2 mm de diámetro. Los capuchones parduscos pueden alcanzar hasta 3,5 cm (1,4 pulgadas) de ancho, y descansan sobre tallos de color marrón pálido de hasta 5,5 cm (2,2 pulgadas) de largo. Los tallos tienen un anillo de tejido lanoso de color amarillo blanquecino que dura poco y puede estar ausente en los especímenes más viejos. Las esporas de P. bembae tienen forma de huso o mecha y presentan superficies rugosas, un detalle que puede observarse con un microscopio electrónico de barrido. El hongo crece en una relación micorrícica con Gilbertiodendron dewevrei, la especie arbórea dominante de la selva guineo-congolesa. Otras especies similares de Pulveroboletus en la zona son P. annulus y P. croceus, que pueden diferenciarse de P. bembae por una combinación de características macro y microscópicas.

## Descubrimiento y clasificación
Los especímenes de Pulveroboletus bembae en los que se basa la descripción de la especie fueron recolectados en abril de 2008 en tres localidades de Gabón: en la provincia de Ogooue-Ivindo, en la estación de investigación de Ipassa-Makokou; en el Parque Nacional de Minkébé, cerca de Minvoul, y en Bitouga, ambas localidades en la provincia septentrional de Woleu-Ntem.  Hasta la aparición de esta especie y de Pulveroboletus luteocarneus, se habían descrito 12 especies de Pulveroboletus en África tropical. Según Degreef & De Kesel, que describieron la especie en una publicación de 2009, P. bembae pertenece a la sección Pulveroboletus del género Pulveroboletus. Esta sección, definida por Singer en 1947, se caracteriza por la presencia de un velo pulverulento-aracnoideo (cubierto de finos gránulos de cera pulverulenta y con aspecto de telaraña) y cuerpos fructíferos de color amarillo azufre, verdoso o marrón amarillento.
El epíteto específico deriva de la palabra bemba, nombre utilizado por el pueblo baka para el árbol Gilbertiodendron dewevrei que se asocia con el hongo.

## Descripción
El sombrero es inicialmente convexo -a veces con una pequeña elevación redondeada en el centro- y se aplana en la madurez. Alcanza 30-35 mm (1,2-1,4 pulgadas) de diámetro, y el color es casi uniformemente marrón óxido a marrón rojizo, aunque los ejemplares jóvenes tienen un margen (borde) ligeramente más pálido. La superficie del sombrero es seca y opaca, pero adquiere brillo con la edad. En los ejemplares más viejos, la textura de los márgenes se describe como rimulosa, una condición en la que la superficie está agrietada, pero las grietas no se cruzan entre sí para formar una red y delimitar zonas. La cutícula del sombrero se extiende ligeramente sobre el borde del sombrero y se curva hacia abajo, y está parcialmente cubierta por restos del velo universal. La carne en el centro del sombrero tiene menos de 5 mm (0,20 pulgadas) de grosor, y se vuelve gradualmente muy fina hacia el margen. Es de color crema a amarillo pálido con tonalidades entre marrón rojizo pálido y marrón claro bajo la cutícula y en el tallo.
Los tubos amarillentos de la parte inferior del sombrero están ligeramente hinchados por un lado, ligeramente deprimidos alrededor de la zona de unión al tallo. Están fusionados al tallo, en una unión adnata; raramente, algunos tubos tendrán un «diente» decurrente (tejido que recorre ligeramente la longitud del tallo) de menos de 5 mm (0,20 pulgadas) de longitud. Los poros formados por los extremos de los tubos son de angulosos a redondos, y son más alargados cerca del tallo. Suelen tener un diámetro inferior a 1-2 mm y son del mismo color que los tubos o ligeramente más verdes. El tallo mide 37-55 mm (1,5-2,2 pulgadas) por 4-5 mm (0,16-0,20 pulgadas) de grosor, es cilíndrico, con una base estrecha que mide 2-4 mm, y a veces está unido a micelios amarillos. Es sólido, pero a medida que envejece se va rellenando (como si estuviera relleno de algodón) y acaba siendo casi completamente hueco. La superficie del tallo es opaca, seca, de color marrón pálido y está totalmente cubierta de minúsculas escamas de color marrón a marrón rojizo. La carne del tallo es de color crema, veteada de marrón rojizo pálido a marrón claro desde el tercio superior hacia la base, mientras que la base es marrón claro. El anillo se encuentra en el tallo o en el margen del sombrero. Este anillo de tejido lanoso, de color amarillo blanquecino, es frágil y efímero, y suele desaparecer en los ejemplares más viejos. El olor de la seta se describe como «ligeramente fúngico a terroso», y el sabor «ligeramente fúngico».

### Características microscópicas
Se desconoce el color de la huella de la espora. Las esporas son algo fusiformes, boletoides (largas, delgadas y en forma de mecha), con una pronunciada depresión suprahiliar (una hendidura superficial formada donde la espora se adhirió a las células portadoras de esporas, los basidios), y suelen medir 9,3-11,3 por 3,9-4,7 μm. Están débilmente pigmentadas y sus superficies rugosas pueden observarse al microscopio electrónico de barrido. Las esporas son inamiloides, lo que significa que no absorben la tinción de yodo del reactivo de Melzer. Los basidios miden 26,9-39,3 por 9,0-12,0 μm, tienen forma cilíndrica o de maza estrecha, son hialinos (translúcidos) y presentan cuatro esterigmas (prolongaciones que unen las esporas). Los pleurocistidios (cistidios de la cara branquial) miden 57,4-92,6 por 9,4-17,4 μm, tienen forma de huso, son moderadamente frecuentes y se extienden más allá de la superficie del himenio. Tienen paredes delgadas, hialinas, y son del mismo color que el himenio, sin cristales ni incrustaciones. Los queilocistidios (cistidios del borde branquial), que miden 50,6-75,1 por 12,2-16,1 μm, son más abundantes que los queilocistidios, pero por lo demás comparten las mismas características. La cutícula del sombrero está formada por un fino fisalo-palisadodermo, un tipo de tejido en el que los extremos de las hifas alcanzan la misma longitud y forman una empalizada de células; estas cortas hifas anticlinales miden 20-40 por 5-8 μm, y soportan uno o dos elementos terminales inflados, de color parduzco, esféricos a esferopedunculados (algo esféricos con un tallo) que miden 25-45 μm de ancho, no amiloides, de paredes finas y no presentan incrustaciones. La cutícula del talo está formada por hifas paralelas lisas. Las escámulas de la superficie del sombrero tienen una disposición fisalo-palisadodérmica formada por hifas anticlinales cortas que soportan elementos inflados alargados de 15-30 por 10-15 μm y algunos basidios dispersos. La carne está formada por hifas hialinas, de paredes finas, que miden 10-15 μm de ancho y se organizan de forma paralela. Estas hifas no tienen un medioestrato asociado, un filamento central de hifas paralelas del que parten lateralmente otras hifas. Las conexiones en pinza están ausentes en las hifas de P. bembae.

### Especies similares
Aunque los cuerpos fructíferos de P. bembae son aproximadamente similares a los de Xerocomus, las especies de este género no tienen el velo pulverulento característico de P. bembae. Dos especies similares de la misma zona son P. annulus y P. croceus, descritas en 1951 por el micólogo belga Paul Heinemann a partir de especímenes recolectados en el Congo. Aunque la identidad de estas dos especies no está totalmente aclarada debido a la insuficiencia de recolecciones, P. bembae se diferencia de ambas por sus cistidios más grandes, su carne de color crema con tonos entre marrón rojizo pálido y marrón claro bajo la cutícula del sombrero (en comparación con el blanco de P. annulus y P. croceus), su micelio amarillo (blanco en P. annulus y P. croceus) y sus diferencias ecológicas.

## Hábitat y distribución
La especie se ha encontrado creciendo en pequeños grupos en la selva guineo-congoleña. Este bosque está dominado por la especie arbórea
Gilbertiodendron dewevrei. Este árbol no sólo proporciona alimento en forma de semillas comestibles para una gran variedad de grandes mamíferos, sino que también forma relaciones micorrícicas con P. bembae. Se trata de una relación mutuamente beneficiosa en la que las hifas del hongo crecen alrededor de las raíces de la planta, permitiendo al hongo recibir humedad, protección y subproductos nutritivos del árbol, y proporcionando al árbol un mayor acceso a los nutrientes del suelo. Se cree que la simbiosis ectomicorrícica contribuye al éxito de la especie dominante, al permitirle acceder a nutrientes que de otro modo no tendría. Los bosques congoleños abarcan una ecorregión conocida por su riqueza de especies y endemismo, que se extiende por cuatro países: Camerún, Gabón, República del Congo y República Centroafricana.